# Sukaphaa
Chaolung Sukaphaa (reinó 1228-1268), también conocido como Siu-Ka-Pha, es el primer rey Ahom del período medieval de Assam, fue el fundador del reino de Ahom. Originalmente era un príncipe tailandés proveniente de Mong Mao. Fundó su reino en 1228 y durante su reinado unificó varios pueblos tribales y no tribales, dejando una profunda marca en la conformación de la región. En homenaje al sitio que ocupa en la historia de Assam el título honorífico de Chaolung se encuentra por lo general asociado a su nombre (Chao: señor; Lung: gran).
Desde el 2 de diciembre de 1996 se celebra en Assam el Sukaphaa Divas, o Asom Divas (Día de Assam), en el que se conmemora el ascenso del primer rey del reino de los Ahom en Assam tras su viaje a través de las montañas Patkai.